# Vsё načinaetsja s dorogi
Vsё načinaetsja s dorogi (Всё начинается с дороги) è un film del 1959 diretto da Nikolaj Vladimirovič Dostal' e Villen Azarov.